# Чекановский (рабочий посёлок)
Чекановский — упразднённый рабочий посёлок в Иркутской области. В 1999 году включен в состав Братска и исключен из учётных данных.

## География
В жилом районе расположена железнодорожная станция Анзёби (на линии Тайшет — Хребтовая).

## История
Чекановский получил статус посёлка городского типа в 1960 году. До 1963 года назывался Анзёби (в тексте указа Президиума Верховного Совета РСФСР от 12 июня 1963 года значится как Анзеба), затем переименован в честь А. Л. Чекановского. В 1999 году вошёл в черту города Братска.
По данным Большой советской энциклопедии к концу 1970-х годов в Чекановском имелись кирпичный завод, леспромхоз и деревообрабатывающий комбинат.

## Население
| 1970   | 1979    | 1989  |
| ------ | ------- | ----- |
| 12 534 | ↘10 084 | ↘7776 |